# John DiMaggio
John DiMaggio, född 4 september 1968 i North Plainfield i New Jersey, är en amerikansk röstskådespelare. Han är mest känd för att vara rösten till roboten Bender i 20th Century Studios animerade serie Futurama samt till hunden Jake i Cartoon Networks animerade serie Äventyrsdags.
Han gjorde även rösten till Marcus Fenix i spelserien Gears of War samt till Wakka och Kimahri i Final Fantasy X och dess uppföljare Final Fantasy X-2.

## Filmografi (i urval)
- 1997 – Prinsessan Mononoke
- 1999 – Futurama (TV-serie)
- 2001–2017 – Samurai Jack (TV-serie)
- 2001 – Final Fantasy X
- 2002–2007 – Kim Possible (TV-serie)
- 2003 – Final Fantasy X-2
- 2006 – Gears of War
- 2007–2010 – Chowder (TV-serie)
- 2008–2015 – Pingvinerna från Madagaskar (TV-serie)
- 2008 – Madagaskar 2
- 2008 – Gears of War 2
- 2010–2014 – På kroken (TV-serie)
- 2010–2018 – Äventyrsdags (TV-serie)
- 2011 – Gears of War 3
- 2012–2016 – Gravity Falls (TV-serie)
- 2012 – Madagaskar 3
- 2016 – Gears of War 4
- 2018–2023 – Disenchantment (TV-serie)
- 2019–2022 – Amphibia (TV-serie)
- 2019 – Gears 5
- 2021–2022 – Inside Job (TV-serie)
- 2021 – Äventyrsdags: I fjärran land (TV-serie)

## Utmärkelser
| År   | Utmärkelse              | Kategori | Film/TV show                   | Resultat  |
| ---- | ----------------------- | --- | ------------------------------ | --------- |
| 2001 | Annie Awards            | Outstanding Individual Achievement for Voice Acting by a Male Performer in an Animated Television Production | Futurama                       | Vann      |
| 2012 | Golden Raspberry Awards | Worst Screen Ensemble (shared with the entire cast)                                                          | Transformers: Dark of the Moon | Nominerad |